# Nyodes rufifusoides
Nyodes rufifusoides là một loài bướm đêm trong họ Noctuidae.